# Zdravko Zovko
Zdravko Zovko (Gornje Kolibe, 25 maggio 1955) è un ex pallamanista e allenatore di pallamano croato, fino al 1992 jugoslavo, allenatore del Siófok Kézilabda Club.

## Palmarès

### Giocatore

#### Club
- Coppa di Jugoslavia: 3

1977-78, 1980-81, 1985-86
- Campionato italiano di pallamano maschile: 3

1986-87, 1988-89, 1988-89.

#### Nazionale
- Olimpiadi
  - : Los Angeles 1984

- Mondiali
  - : Germania Ovest 1982
  - : Germania Est 1974

- Giochi del Mediterraneo
: Spalato 1979; Casablanca 1983

### Allenatore

#### Competizioni nazionali

##### Maschile
- Campionato jugoslavo: 1

1990-91
- Coppa di Jugoslavia: 1

1990-91.
- Campionato croato: 4

1991-92, 1992-93, 1993-94, 1994-95
- Coppa di Croazia: 4

1991-92, 1992-93, 1993-94, 1994-95
- Campionato sloveno: 3

1995-96, 1996-97, 1997-98
- Coppa di Slovenia: 3

1995-96, 1996-97, 1997-98
- Campionato ungherese: 5

2001-02, 2002-03, 2003-04, 2004-05, 2005-06
- Coppa d'Ungheria: 5

2001-02, 2002-03, 2003-04, 2004-05, 2006-07

##### Femminile
- Campionato croato: 3

2007-08, 2008-09, 2009-10
- Coppa di Croazia: 3

2007-08, 2008-09, 2009-10

#### Competizioni internazionali

##### Maschile
- Coppa dei Campioni: 2

1991-92, 1992-93.

##### Femminile
- EHF Cup: 1

2015-16